# Laura Fraser

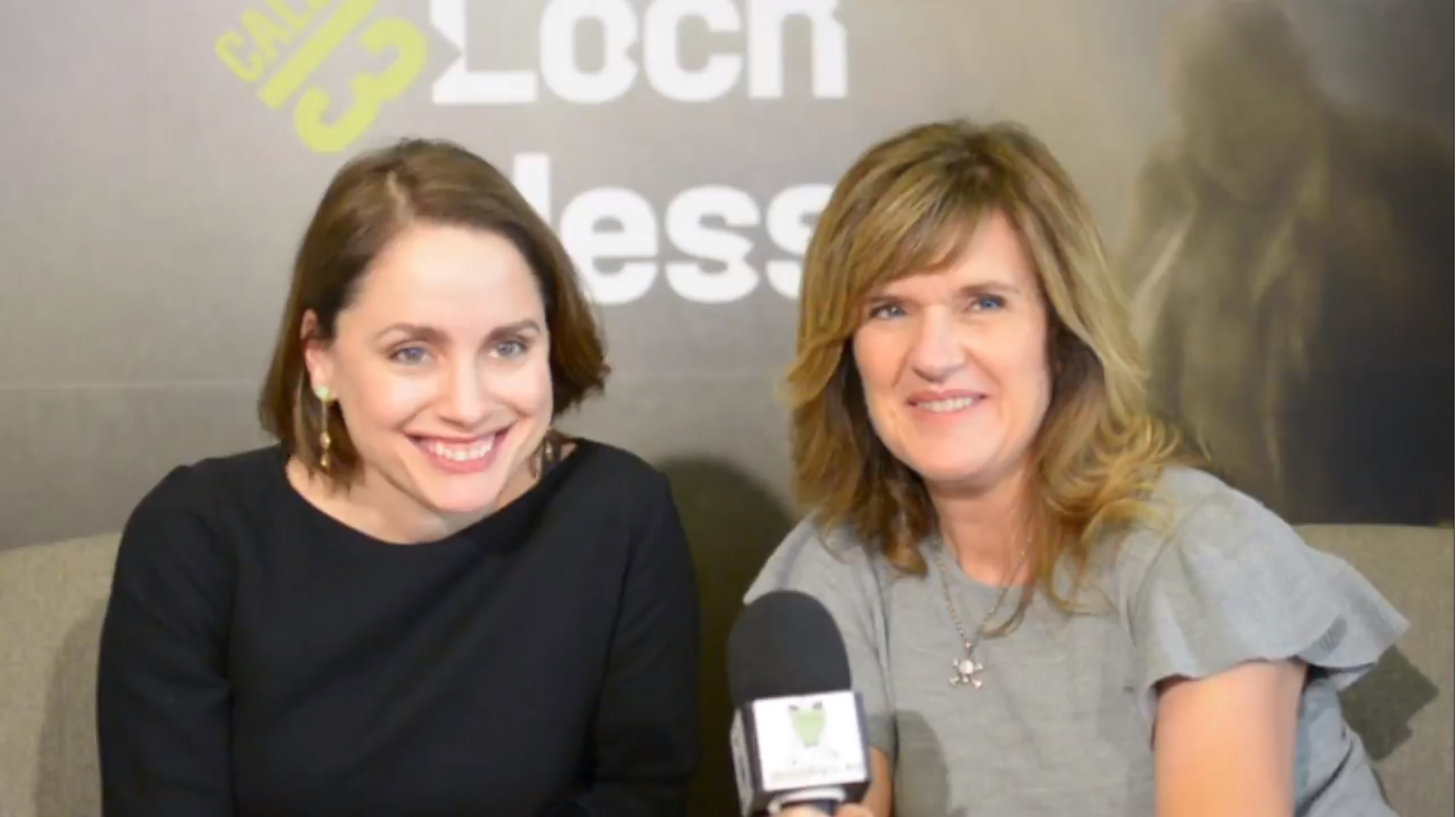
Fraser i Siobahn Finneran dyskutowały o ich serialu The Loch

Laura Fraser (ur. 24 lipca 1976 w Glasgow) – szkocka aktorka telewizyjna i filmowa. Grała Lydię Rodarte-Quayle w serialach Breaking Bad i Zadzwoń do Saula.

## Filmografia
- Small Faces (1996)
- Nigdziebądź (Neverwhere, 1996)
- Bagaż życia (Left Luggage, 1998)
- Człowiek w żelaznej masce (The Man in the Iron Mask, 1998)
- Gra słów (Divorcing Jack, 1998)
- Wirtualna miłość (Virtual Sexuality, 1999)
- Co się przydarzyło Haroldowi S? (Whatever Happened to Harold Smith?, 1999)
- Opowieść wigilijna (A Christmas Carol, 1999)
- Tytus Andronikus (Titus, 1999)
- Przebacz i zapomnij (Forgive and Forget, 2000)
- Chłopaki na Ibizie (Kevin & Perry Go Large, 2000)
- Obłędny rycerz (A Knight’s Tale, 2001)
- Vanilla Sky (2001)
- Den of Lions (2003)
- Devil’s Gate (2003)
- 16 lat utopionych w alkoholu (16 Years of Alcohol, 2003)
- Coney Island Baby (2003)
- Iron Jawed Angels (2004)
- Casanova (2005)
- Niebiańskie przysmaki Niny (Nina's Heavenly Delights, 2006)
- Skrzydlaty Szkot (The Flying Scotsman, 2006)
- Porozmawiaj ze mną (Talk to Me, 2007)
- Pasja (The Passion, 2007)
- Kukułka (Cuckoo, 2008)
- Florence Nightingale (2008)
- Moi chłopcy (The Boys Are Back, 2009)
- Na językach (Lip Service, 2010)
- Breaking Bad (2012–2013)
- The Black Box (2014)
- Zaginiony (2016)
- Zadzwoń do Saula (Better Call Saul, 2017–2020)
- In the Cloud (2018)
- Mroczne spotkanie (Dark Encounter, 2019)
- Ślady (Traces, od 2019)
- Zmowa (The Pact, 2021)